# Karol Dobiaš
Karol Dobiaš (18 de desembre 1947) és un antic futbolista i entrenador de futbol txecoslovac i, després de la desintegració, eslovac.

## Trajectòria
Fou un jugador versàtil que solia jugar de defensa o migcampista. Es formà al club de la seva ciutat, el Baník Handlová. El 1965 fitxà per l'Spartak Trnava, el seu principal club, on guanyà 5 lligues i 3 copes. Els anys 1970 i 1971 fou nomenat futbolista txecoslovac de l'any. El 1977 es mogué al Bohemians de Praga i acabà la seva vida en actiu a Bèlgica, als clubs KSC Lokeren i K.R.C. Gent-Zeehaven. A la lliga txecoslovaca disputà 345 partits i marcà 20 gols.
Jugà 67 partits amb la selecció de Txecoslovàquia, amb la qual marcà 5 gols. Participà en la Copa del Món de 1970 i fou campió d'Europa el 1976, on marcà un dels gols de la final que guanyà per 2 a 0 enfront Alemanya.
Com a entrenador s'inicià a les categories inferiors del Bohemians de Praga. Posteriorment dirigí els clubs SK Hradec Králové on fou destituït després de 14 partits, Zbrojovka Brno, Sparta Praga on guanyà la lliga txeca, i SK Sparta Krč.